# Premonizione (Weyssenhoff)
Przeczucie (Premonizione) è un dipinto di Henryk Weyssenhoff realizzato intorno al 1893. 

## Descrizione
L'opera ritrae una figura spettrale, simile al mietitore di anime, posizionata al centro di un paesaggio che sembra un tranquillo villaggio o una fattoria. L'atmosfera inquietante è accentuata dalla presenza di due cani che sembrano ululare, come se percepissero la morte imminente. La scena crea un contrasto tra la serenità del contesto e la minaccia latente rappresentata dalla figura centrale, evocando un forte senso di presagio e mistero.